# Encinedo
Encinedo ist eine Gemeinde (Municipio)  mit 616 Einwohnern (Stand: 2024) im nordwestlichen Zentral-Spanien in der Provinz León in der Autonomen Gemeinschaft Kastilien-León. Die Gemeinde besteht neben dem namensgebenden Hauptort Encinedo aus den Ortschaften Ambasaguas, La Baña, Castrohinojo, Forna, Losadilla, Quintanilla de Losada, Robledo de Losada, Santa Eulalia de Cabrera und Trabazos.

## Geografie
Encinedo liegt im nördlichen Teil der Provinz León und liegt an den Südhängen des Kantabrischen Gebirges am Río Cabrera in einer Höhe von 995 m. Die Stadt León liegt etwa 100 Kilometer ostnordöstlich von Encinedo.

## Bevölkerungsentwicklung
| Jahr        | 1900 | 1970 | 1981 | 1991 | 2001 | 2011 | 2021 |
| ----------- | ---- | ---- | ---- | ---- | ---- | ---- | ---- |
| Einwohner   | 2499 | 1981 | 1191 | 1098 | 1010 | 800  | 651  |
| Quelle: INE |      |      |      |      |      |      |      |

## Sehenswürdigkeiten
- Eulalienkirche in Santa Eulalia de Cabrera
- Kapelle in Encinedo

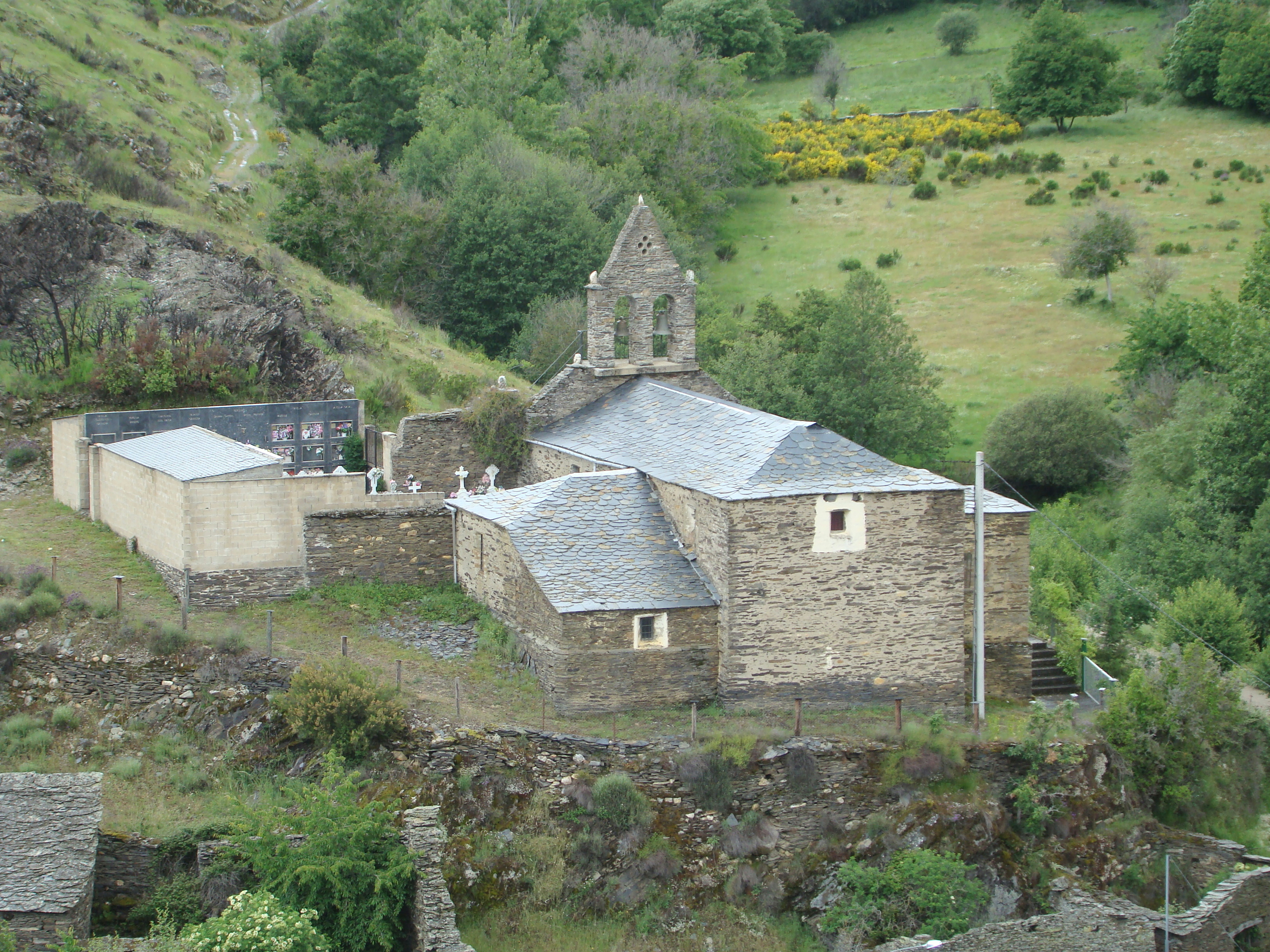
Eulalienkirche
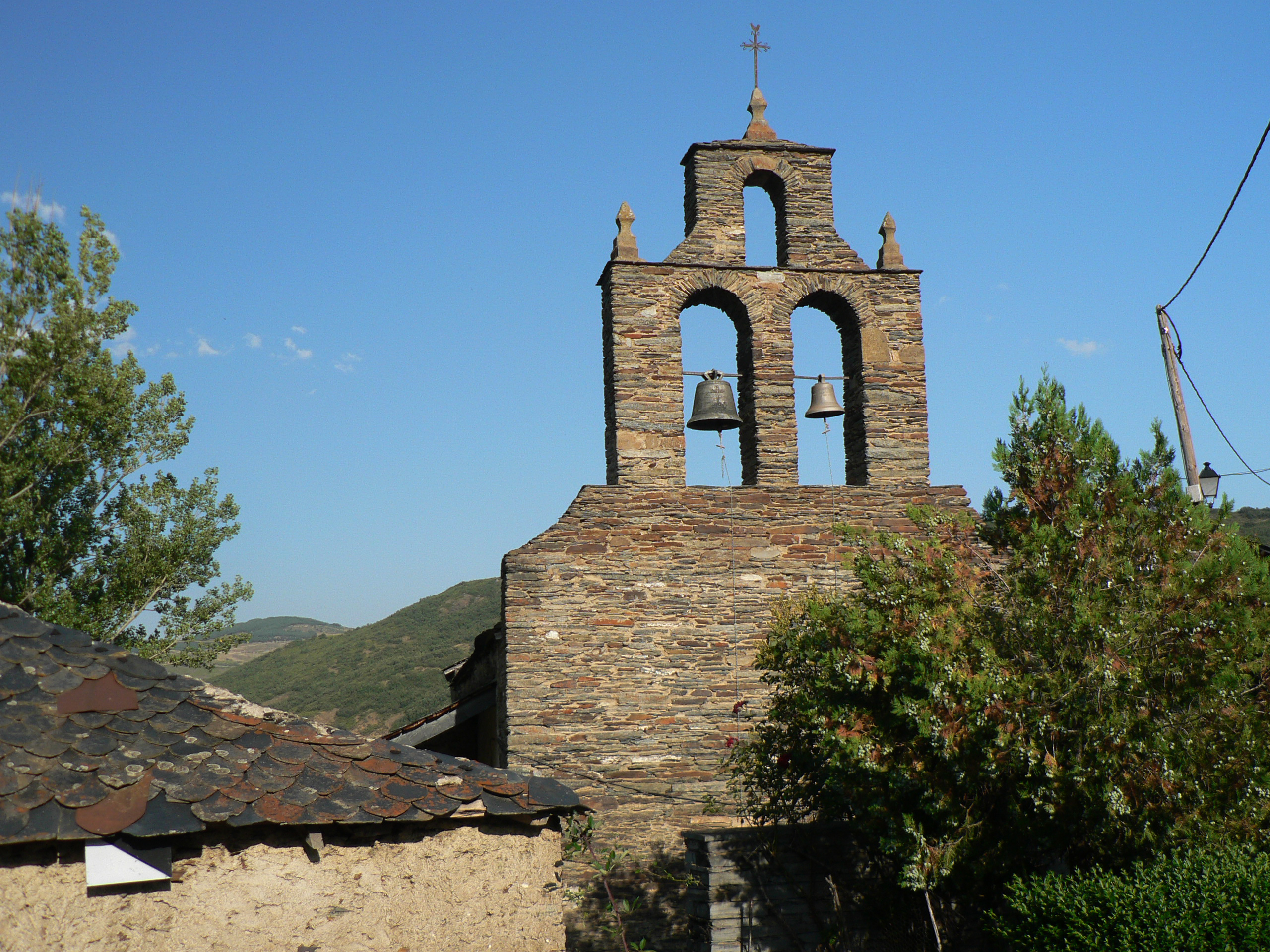
Kapelle von Encinedo